# كاميل جوزوياك
كاميل جوزوياك (مواليد 22 أبريل 1998) هو لاعب كرة قدم بولندي يلعب في مركز الجناح في نادي ديربي كاونتي.

## روابط خارجية
- كاميل جوزوياك على موقع الاتحاد الدولي (مؤرشف)  (الإنجليزية)
- كاميل جوزوياك على موقع الاتحاد الأوربي (الإنجليزية)
- كاميل جوزوياك على موقع قاعدة بيانات كرة القدم.إي يو (الإنجليزية)
- كاميل جوزوياك على موقع ناشيونال فوتبول تيمز (الإنجليزية)
- كاميل جوزوياك على موقع Soccerbase.com (لاعب) (الإنجليزية)
- كاميل جوزوياك على موقع Soccerway.com (الإنجليزية)
- كاميل جوزوياك على موقع عالم كرة القدم.نت (الإنجليزية)
- كاميل جوزوياك على موقع AS.com (الإسبانية)